# Glomus avelingiae
Glomus avelingiae är en svampart som beskrevs av R.C. Sinclair 2000. Glomus avelingiae ingår i släktet Glomus och familjen Glomeraceae.   Inga underarter finns listade i Catalogue of Life.